# Retribution (film 1913 Thanhouser)
Retribution è un cortometraggio muto del 1913. Il nome del regista non viene riportato. Il film, prodotto dalla Thanhouser Film Corporation, la casa di produzione di New Rochelle, aveva come protagonisti Florence La Badie e William Russell.
Nel 1913, furono distribuiti svariati film con lo stesso titolo.

## Produzione
Il film fu prodotto dalla Thanhouser Film Corporation.

## Distribuzione
Distribuito dalla Mutual Film, uscì nelle sale cinematografiche USA il 18 aprile 1913.